# F.C. Crotone
Football Club Crotone ali preprosto Crotone je italijanski nogometni klub iz mesta Crotone v Kalabriji. Ustanovljen je bil leta 1910 in trenutno igra v Serie A, 1. italijanski nogometni ligi.
Crotone je večino svoje zgodovine preigral v nižjih ligah. Med letoma 1963 in 1977 je igral v Serie D, kar je najvišja liga neprofesionalnega nogometa. Leta 1978, po italijanski ligaški reformaciji, je igral v Serie C2. Leto pozneje, leta 1979, pa je klub razglasil bankrot. Ustanovil se je nov klub, imenovan Associazione Sportiva Crotone in ponovno začel igrati v Prima Categoria, 8. italijanski ligi. Leta 1984 je novoustanovljeni klub napredoval v Serie C2, a le za eno leto. Medtem se je preimenoval v Kroton Calcio. Ponovno je napredoval v Serie C2 leta 1986 in tam igral do leta 1991. Po tem je sledil nov bankrot in ustanovljen je bil klub Football Club Crotone Calcio, kateri je začel s tekmovanji v Promozione, 7. italijanski ligi. Zatem sta sledili napredovanji v Serie C2 in Serie C1, obe preko dodatnih kvalifikacij. V letu 2000 pa je Crotone s selektorjem Antonellom Cuccureddujem prvič napredoval v Serie B, 2. italijansko ligo. Po sezoni 2015/16 pa je prvič napredoval tudi v Serie A, ko je postal podprvak Serie B.
Domači stadion Crotona je Ezio Scida, ki sprejme 16,547 gledalcev. Barvi dresov sta rdeča in modra. Nadimki nogometašev so Pitagorici ("Pitagorejci"), Squali ("Morski psi") in Rossoblu (Rdečemodri).